# Coro Pasubio
Il coro Pasubio di Vallarsa (TN) è un coro maschile nato nel 1966. Tra il suo repertorio ci sono canti della montagna, canti della tradizione popolare e anche brani propri armonizzati dal maestro Ivan Cobbe.

## 1966 - Gli inizi
L'idea di fare un coro tra la gente di Vallarsa si forma già alla fine del 1965 ma è nel febbraio del 1966 che un primo gruppo di volenterosi si ritrova grazie all'iniziativa e all'entusiasmo di Francesco Cavallin ad imparare alcune canzoni diretti da Domenico Raoss (primo maestro del coro) e da Don Eugenio Cornella. Si pone subito il problema di dare un nome al sodalizio: all'ipotesi iniziale di "Coro A.N.A. Vallarsa", per la presenza di molti alpini nel gruppo, viene preferito "Coro Pasubio" per la maggior specificità di tale denominazione.
Dopo i primi esordi in valle il coro canta all'Adunata degli Alpini de La Spezia e continua a specializzarsi fino a partecipare negli anni 1967-1968 al Concorso Regionale di Bolzano.
Nel 1971 Francesco Cavallin muore in un incidente. Mancando uno dei fondatori e una delle anime del sodalizio il coro vive momenti di crisi. Il coro continua comunque la sua attività e nel 1972 organizza la prima rassegna di canti della montagna, evento che seppur con diverse denominazioni viene riproposto quasi ogni anno e continua attualmente.

## Anni settanta, ottanta e novanta
Nel 1973 il coro è a Roma dove partecipa al Festival Nazionale del Canto della Montagna. In quel periodo il coro Pasubio partecipa anche al primo concorso Nazionale a Mariano Comense.
Nel 1987 il coro canta a Carbone in Basilicata, luogo d'origine del suo presidente, Mario Egidio Guerriero. Nel 1989 il coro canta invece a Lula in Sardegna. Nello stesso anno muore anche il presidente Mario Egidio Guerriero e anche questa perdita mette a dura prova il gruppo.
I primi anni novanta vedono una fase di rallentamento nelle attività del gruppo; il coro continua in ogni caso a partecipare, per quanto possibile, alla vita culturale e sociale della valle, sottolineando con la sua presenza alcuni momenti significativi: va a tal proposito ricordata la trasferta a Neuburxdorf (Germania) nel febbraio 1992 per riaccompagnare in Vallarsa i resti di un conterraneo deceduto in campo di concentramento. In questo periodo il maestro Mariano Cobbe decide di lasciare il sodalizio. Al suo posto subentrerà il maestro Andrea Schelfi e il coro riprenderà le attività.
Nel 1996, per il trentennale di fondazione, il coro incide la musicassetta Echi nella valle con canti della montagna tra cui diversi brani del maestro Bepi De Marzi, da sempre amico del sodalizio. Nel 1998 termina la collaborazione con il direttore Andrea Schelfi.

## Il coro oggi
Nel 1999 è il giovane maestro Ivan Cobbe a prendere le redini del coro che riprende la propria attività affiancando ad alcuni veterani una batteria di giovanissimi. Viene ripresa la tradizionale rassegna annuale dei canti della montagna presso il teatro comunale di Vallarsa.
Nel 2001 il coro incide InCanto, in occasione del 35º di fondazione, disco che racchiude gli ultimi brani imparati dal coro ma recupera anche incisioni del passato. Nel 2003 il coro partecipa a diversi eventi importanti; rassegne in Austria a Untertilliach, in Germania a Monaco ma anche il concorso Nazionale di Ivrea nel quale ottiene il quinto posto. L'anno seguente il coro ha continuato a cantare ed è iniziata una collaborazione con l'Unione Ciechi del Trentino. Nel 2005 il coro ha cantato in Spagna, a Barcellona, ospite della Coral Renaixiença di San Boi. Il 2006 è stato l'anno del quarantesimo anniversario e ha visto il coro impegnato nell'incisione di due cd. En@rmonia è il disco celebrativo dei quattro decenni di attività e racchiude alcuni tra i brani più belli e famosi della storia corale della montagna ma anche alcuni brani recuperati dalla tradizione popolare e due canzoni scritte ed armonizzate dal maestro Ivan Cobbe. Cantiamo Natale è invece una raccolta di canti natalizi nata grazie alla collaborazione con l'Unione Ciechi del Trentino. Oltre al cd è stato inciso anche un DVD che alterna immagini del coro con suggestive vedute di Vallarsa e dei presepi del Trentino. Nel 2008 il Coro ha partecipato al concorso nazionale "Lago Maggiore" di Stresa ottenendo il quarto posto.
L'ultimo disco contiene 21 brani della tradizione corale trentina e veneta, sette dei quali armonizzati dal maestro Ivan Cobbe riguardanti la Vallarsa. Nel 2011 il coro festeggia il 45º di fondazione, con una serie di eventi durante l'anno e la presentazione del primo libro di spartiti del maestro Ivan Cobbe. A settembre 2013 il coro realizza il disco "Oltre le montagne" che prosegue l'attività di ricerca canora mescolando brani del maestro Cobbe con altri compositori trentini e veneti.
Nel 2016 il coro Pasubio festeggia i 50 anni di attività e incide il disco "La bottega dei sogni". Questo cd raccoglie per unicamente brani composti dal maestro Ivan Cobbe e cantati dal coro Pasubio. Si tratta di canzoni che raccontano piccole storie di vita quotidiana, personaggi della Vallarsa, situazioni familiari e luoghi vicini e lontani. Questi brani  danno uno spirito nuovo alla coralità di montagna e  si stanno diffondendo tra le altre realtà corali locali.

## Attività e scambi
Tra le principali iniziative che il coro propone annualmente c'è la tradizionale "Rassegna d'Estate" che cade ogni secondo sabato di luglio. Da qualche anno il coro Pasubio organizza anche un concerto di Natale il 26 dicembre in una delle chiese di Vallarsa. Dal 2004 il coro è inoltre stato invitato più volte dall'Unione Ciechi del Trentino a cantare in occasione della festa di S.Lucia.
La voglia di cantare, la natura del coro che armonizza lo stare assieme di giovani e meno giovani, l'impulso a confrontarsi con esperienze diverse e nuove spinge il coro ad accettare scambi culturali e collaborazioni con altre realtà corali di qualsiasi località.